# Pôle d'équilibre territorial et rural Ternois 7 Vallées
Le pôle d’équilibre territorial et rural Ternois 7 Vallées est un établissement public regroupant 2 communautés de communes du département du Pas-de-Calais dans la région Hauts-de-France.

## Historique
Le 17 mars 2017 est créé un pôle d'équilibre territorial et rural (PETR) avec la signature, entre le préfet et le président du PETR, d'un contrat, réunissant la communauté de communes des 7 Vallées et la communauté de communes du Ternois, et qui porte le nom de pôle d'équilibre territorial et rural Ternois 7 Vallées. 
Cette entité est officiellement créée le 8 juin 2017.

## Structure
Le pôle d’équilibre territorial et rural Ternois 7 Vallées regroupe 2 établissements publics de coopération intercommunale (EPCI) à fiscalité propre, ayant tous la nature juridique de communauté de communes :
1. la communauté de communes du Ternois (104 communes) ;
2. la communauté de communes des 7 Vallées (69 communes).

## Compétences
Le PETR Ternois 7 Vallées fédère l’ensemble des partenaires locaux autour d’un projet commun de développement du territoire. Dans ce cadre, il porte des compétences très diverses.
1. Il a un rôle de planification. En effet, le PETR porte et met en œuvre le Schéma de cohérence territoriale (SCoT) et le plan climat-air-énergie territorial (PCAET)
2. Le PETR anime différents réseaux d’acteurs autour de l’Agriculture et de l’Alimentation durable, de la Mobilité, du Commerce et de l’Artisanat, des politiques climatiques et de l’amélioration de l’Habitat.
3. Le PETR élabore, négocie des financements auprès des partenaires financiers et pilote différents dispositifs contractuels (LEADER, etc.) Le PETR est notamment lauréat du dispositif French Mobility.
4. Le PETR apporte une expertise technique sur l’accompagnement des producteurs locaux, des projets de mobilité et les collectivités sur leurs projets de rénovation du patrimoine[3].

## Représentation
| Période      | Période  | Identité        | Étiquette | Qualité                          |
| ------------ | -------- | --------------- | --------- | -------------------------------- |
| 17 mars 2017 | En cours | Claude Bachelet |           | Maire de Croisette (depuis 1995) |

## Pour approfondir